# My Oh My (Camila Cabello)
My Oh My is een nummer van de Cubaans-Amerikaanse zangeres Camila Cabello uit 2020, in samenwerking met de Amerikaanse rapper DaBaby. Het is de zesde single van Cabello's tweede studioalbum Romance.
In de Amerikaanse Billboard Hot 100 had het nummer met een 61e positie niet heel veel succes. Het Nederlandse radiostation Q-music riep het nummer in de eerste week van 2020 uit tot Alarmschijf, waarmee het de eerste Alarmschijf van de jaren 2020 werd. In de Nederlandse Top 40 bereikte het nummer een bescheiden 32e positie, terwijl het in Vlaanderen de 34e positie in de Ultratop 50 behaalde.